# Creaphididae
Creaphididae (лат.) — семейство вымерших равнокрылых хоботных насекомых из отряда Hemiptera.

## Распространение
Жили в триасовом периоде.

## Описание
Мелкие насекомые, длина менее 5 мм. Птеростигма вытянутая или линейная, не достигающая вершины крыла. Жилка M с тремя ветвями. 
Таксон был впервые выделен в 1991 году российским палеоэнтомологом Д. Щербаковым (Палеонтологический институт РАН, Москва, Россия) и польским энтомологом Петром Вегиереком (Piotr Wegierek; Department of Zoology, Силезский университет, Катовице, Польша) для описанного ими вида Creaphis theodora. Позднее объём семейства был расширен, когда был описан второй вид Leaphis prima вместе с включением Triassoaphis cubitus.
- Creaphidinae Shcherbakov et Wegierek, 1991.
  - Creaphis theodora — Киргизия[1]
- Leaphidinae Shcherbakov, 2010 (или в отдельном семействе Leaphididae)
  - Leaphis prima — Франция[2]
    - = Vosegus triassicus[3]
- Triassoaphidinae (Triassoaphididae Heie, 1999)
  - Triassoaphis cubitus Evans 1956 — Австралия[4]